# 가재울고등학교
가재울고등학교(가재울高等學校)는 대한민국 서울특별시 서대문구 북가좌동에 있는 공립 고등학교이다.

## 학교 연혁
- 2012년 12월 27일 : 가재울고등학교 설립인가(27학급)
- 2013년 3월 1일 : 초대 선영규 교장 취임
- 2013년 3월 4일 : 제1회 입학식 (9개학급 289명)
- 2013년 4월 25일 : 개교식
- 2016년 2월 4일 : 제1회 졸업식 (9개학급 275명)
- 2023년 2월 10일 : 제8회 졸업식 (9개학급 218명)
- 2023년 3월 1일 : 제4대 한성희 교장 취임
- 2023년 3월 2일 : 제11회 입학식 (9개학급 242명)

## 근무 교직원의 교사 및 학생 성추행 사건
서울특별시교육청은 2015년 7월 17일부터 2015년 8월 27일까지 가재울고등학교를 감사하였으며, 2015년 7월 20일부터 2015년 7월 30일까지의 기간 중 9일에 걸쳐 현장 학교 조사를 벌인 후 교장을 포함한 근무 교사 4명에 대해 중징계로 신분상 조치 징계의결 요구하였다.
2015년 7월 30일 서울특별시교육청은 서대문구의 한 공립고에서 남교사 5명이 여학생과 여교사를 상대로 성추행과 성희롱을 반복했다고 밝혔다. 서대문구에 공립고등학교는 가재울고등학교밖에 없다. 교장도 성추행 혐의로 직위해제되었다.
2015년 10월 한국방송기자클럽은 2015년 3분기 ‘BJC보도상’ 수상작 중 하나로 KBS의 “서울 가재울고 교사들, 동료 여교사·학생 성범죄” 단독보도를 선정했다. 이후 학교내 주요 성범죄 사건의 하나로 가끔 언급되었다.

## 참고 자료
- 가재울고등학교 - 한국교육학술정보원 학교알리미